# The Sunshine Don’t Mind My Singing
The Sunshine Don’t Mind My Singing (deutsch Dem Sonnenschein macht es nichts aus, wenn ich singe) ist ein Jazzalbum von Blaise Siwula und Dom Minasi. Die möglicherweise um 2014 entstandenen Aufnahmen erschienen am 20. Dezember 2014 auf Nacht Records.

## Hintergrund
Bereits in den beiden Jahrzehnten zuvor hatte der Holzbläser Blaise Siwula mit dem Gitarristen Dom Minasi häufig zusammenarbeitet, so beim Duoalbum Dialing Privileges (CIMP, 1999) und mit Nobu Stowe und Ray Sage beim Album New York Moments (Konnex Records, 2007). Mit Live at the Matt Bevel Institute legten Siwula und Minasi 2010 ein weiteres Duoalbum vor.

## Titelliste
- Blaise Siwula / Dom Minasi: The Sunshine Don’t Mind My Singing (Nacht Records)[1]

1. Bird Mixology 6:50
2. Upstream Boogie 10:24
3. Ballad for Miss-Begotten 13:20
4. Polka for a Left Footed Frog 13:28
5. The Sunshine Don’t Mind My Singing 7:47
6. Sign on the Dotted Line 8:12

Die Kompositionen stammen von Blaise Siwula und Dom Minasi.

## Rezeption
Improvisation, zumindest die interessante Art, erinnere stets an die Vergangenheit, schrieb Jakob Baekgaard in All About Jazz. Das Spannende für einen Zuhörer sei es herauszuhören, wie sich das musikalische Wissen der Vergangenheit im Augenblick in neue Klänge verwandle. In der besten aller Welten verwandelt sich die Freude am Schaffen durch Improvisation in aktive Kommunikation, bei der es möglich ist, den Wendungen der Musiker zu folgen. Dies geschähe auf dem Album The Sunshine Don’t Mind My Singing des Gitarristen Dom Minasi und des Saxophonisten Blaise Siwula. „Freude“ sei das Schlüsselwort, das die Anmutung dieses Albums beschreibe; es sei die Freude, Musik zu entdecken und die Freude an der Kommunikation und am Leben. Vögel würden im wahrsten Sinne des Wortes vor Vergnügen auf dem Album zwitschern, auf dem auf „Bird Mixology“ die Sprache der Natur und ein anderer „Vogel“, nämlich der Saxophonist Charlie Parker, aufeinander träfen. Dennoch sei dies nicht die schnelle, messerscharfe Sprache des Bop. Stattdessen fliegen Siwulas gesangsähnliche Linien in unvorhersehbareren und organischeren Kurven. Sein Ton und seine melodische Herangehensweise an die Improvisation würden an den großen Fred Anderson erinnern.

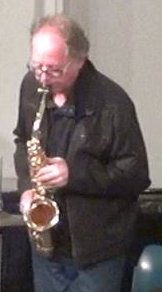
Blaise Siwula (2012)

Minasi, Siwulas Mitreisender, erkunde die Beschaffenheit seines Instruments und variiere dabei Ton, Klangfarbe und Tempo, so Jakob Baekgaard weiter. Seine Technik klinge sowohl frei, melodisch als auch perkussiv, mit abstrakten Anspielungen auf Country-Blues und Boogie. Die Saiten würden gekratzt, gezupft und angeschlagen, um die Grenzen des Instruments zu überwinden. Es gebe Momente, in denen die Musik wie die in Jazz übersetzte amerikanische Urmusik des Gitarristen John Fahey klinge.
Trotz der kantigen und oft dissonanten Natur dieser harmonischen Erkundungen würden sie alle eine starke melodische Unterströmung auf weisen, schrieb Hrayr Attarian (All About Jazz). Im Titeltrack winde sich Siwulas feurig-stürmische Klarinette eng um Minasis komplizierte Klangmuster, was zu Wirbeln heller Klänge führe, die mit ihrer eigenen inneren „Logik“ schwingen. Ein bittersüßer Ton unterstreiche ihre Flirts mit Atonalität. Dieses intellektuell spannende und innovative Album würde genaues und aufmerksames Zuhören erfordern. Es sei sicherlich nicht als Hintergrundstimmung gedacht, aber es habe eine überraschende Zugänglichkeit, die ein breites Spektrum aufgeschlossener Musikfans zufriedenstellen und fesseln dürfte.